# Pascual (antipapa)
 Pascual fue un antipapa que gobernó en el 687, elegido como contraposición a otro antipapa, Teodoro. Pascual llegó a ser por breve tiempo antipapa del papa Sergio I, ante quien finalmente cedió su puesto.